# Écollemont
Écollemont település Franciaországban, Marne megyében. Lakosainak száma 63 fő (2022. január 1.). Écollemont Hauteville, Sainte-Marie-du-Lac-Nuisement és Larzicourt községekkel határos.

## Népesség
A település népességének változása:
| Lakosok száma | 56   | 58   | 50   | 48   | 62   | 56   | 53   | 56   | 58   | 63   |
|               | 1968 | 1982 | 1990 | 2006 | 2013 | 2015 | 2017 | 2019 | 2020 | 2022 |